# Mały Dwoisty Kocioł
Mały Dwoisty Kocioł (słow. Malý Dvojitý kotol) – cyrk lodowcowy w słowackich Tatrach Wysokich, znajdujący się w południowo-zachodnich stokach Granatów Wielickich, opadających w kierunku Doliny Wielickiej. Położony jest w miejscu, w którym rozszerza się Dwoisty Żleb – wysunięty najdalej na południowy wschód z trzech dużych żlebów przecinających Granackie Baszty.
Kocioł znajduje się mniej więcej w połowie odległości pomiędzy dnem Doliny Wielickiej a Dwoistym Kotłem (Dvojitý kotol) – drugim z cyrków lodowcowych utworzonych w Dwoistym Żlebie. Jest najmniejszym z czterech nazwanych kotłów w południowo-zachodnich stokach Granatów Wielickich. Od żlebu odgałęzia się w nim spore boczne ramię, pnące się ku Wyżniemu Granackiemu Przechodowi, podczas gdy jego główna gałąź wiedzie w kierunku Niżniej Granackiej Szczerbiny. Ramiona obejmują Małą Granacką Basztę – główne prawe oddziela ją od Wielickiej Baszty, zaś boczne lewe – od Wielkiej Granackiej Baszty. Po zachodniej stronie nad Małym Dwoistym Kotłem wznoszą się Granacki Ząb i Granacki Mnich.
Poniżej Małego Dwoistego Kotła żleb przeistacza się w komin o wysokości 80 metrów, również boczne ramiona, na które żleb rozdziela się w kotle, przyjmują postać wielkich kominów.